# Las Naves
Las Naves – miasto w Ekwadorze, w prowincji Bolívar, siedziba kontonu Las Naves.